# Vasiliy Petrovich Gryazev
Vasiliy Petrovich Gryazev (tiếng Nga: Васи́лий Петро́вич Гря́зев) (4 tháng 3 năm 1928 — 1 tháng 10 năm 2008) là nhà thiết kế vũ khí pháo và súng kiệt xuất của Nga, nhiều năm là phó lãnh đạo - thiết kế viên chính Phòng thiết kế khí cụ Tula, thành phố sản xuất vũ khí hàng đầu của Nga. Ông là Anh hùng Lao động Xã hội chủ nghĩa, Tiến sĩ khoa học kỹ thuật, giáo sư, viện sĩ Viện Kỹ thuật Nga và Viện Khoa học tên lửa và pháo binh Nga. Một loạt tên pháo và súng máy được đặt theo tên của Gryazev (ví dụ GSh-xx,...)

## Tiểu sử
Vasiliy Petrovich Gryazev sinh ngày 4 tháng 3 năm 1928 trong một gia đình công nhân ở Tula.
Vào năm 1945, ông vào học ở khoa vũ khí - súng máy thuộc Viện cơ học Tula. Ông tích cực tham gia nhóm nghiên cứu khoa học - kỹ thuật ở khoa. Vào năm 1950, ông được giới thiệu đi thực tập tốt nghiệp với chức danh kĩ thuật viên tại Viện nghiên cứu khoa học Podol'sk về vũ trang pháo-bộ binh của không quân (NII-61). Một năm sau, ông tốt nghiệp ở viện với bằng xuất sắc, và chuyển tới làm việc ở Podol'sk. Ông giữ chức vụ kĩ thuật viên, kĩ sư trưởng, kĩ sư chủ đạo, phó lãnh đạo ban, và thiết kế viên chính. Ở xí nghiệp, ông đã kết bạn với Arkadiy Georgiyevich Shipunov. Sau một vài năm, liên minh sáng tạo của các kĩ sư trẻ V. Gryazev và A. Shipunov đã đạt tới vị trí dẫn đầu ở viện. Cùng với nhau, họ thực hiện dự án chế tạo không pháo có calibre cỡ nhỏ thế hệ mới. Vào năm 1962, A. G. Shipunov trở thành lãnh đạo Phòng thiết kế khí cụ Tula, còn V. P. Gryazev ở lại Podol'sk và tiếp tục làm việc với các mẫu vũ khí không quân. Vào năm 1965, không pháo đầu tiên thuộc kết cấu Gryazev-Shipunov -GSh-23 có calibre cỡ 23 mm và nhịp bắn tới 3200 phát/phút đã được chấp thuận trang bị cho quân đội. Không lâu sau, pháo GSh-23 và các biến thể của nó đã được trang bị cho gần như toàn bộ không quân Liên Xô, ví dụ cho máy bay MiG-21, MiG-23, Yak-28, Il-76, Tu-22M, Tu-95MS, An-72P, Il-102, L-39Z, trực thăng Ka-25F và Mi-24VM. Cũng năm đó, pháo hai nòng có calibre cỡ 30 mm GSh-30 cũng bắt đầu được trang bị cho máy bay cường kích Su-25 và trực thăng hỗ trợ hỏa lực Mi-24P.
Vào năm 1966, nhận lời mời của A. G. Shipunov, V. P. Gryazev đã trở về Tula và giữ chức thiết kế viên chính Phòng thiết kế khí cụ Tula về vũ khí pháo - súng. Ở vị trí mới, tài năng khoa học - kĩ thuật của V. P. Gryazev đã phát triển toàn diện. Nắm vững những kiến thức sâu sắc nhất, cùng với sự nhạy bén kĩ thuật tinh tế, trong tất cả các sản phẩm của mình, ông đã thể hiện ba nguyên tắc cơ bản, đó là: tốc độ bắn cực đại, nhẹ, và hiệu quả kinh tế - quân sự cao. Hàng loạt vũ khí thuộc loại pháo tự động calibre cỡ nhỏ đã được liên minh sáng tạo Shipunov phát triển cho ba thứ quân của Lực lượng Vũ trang Liên Xô và Nga.

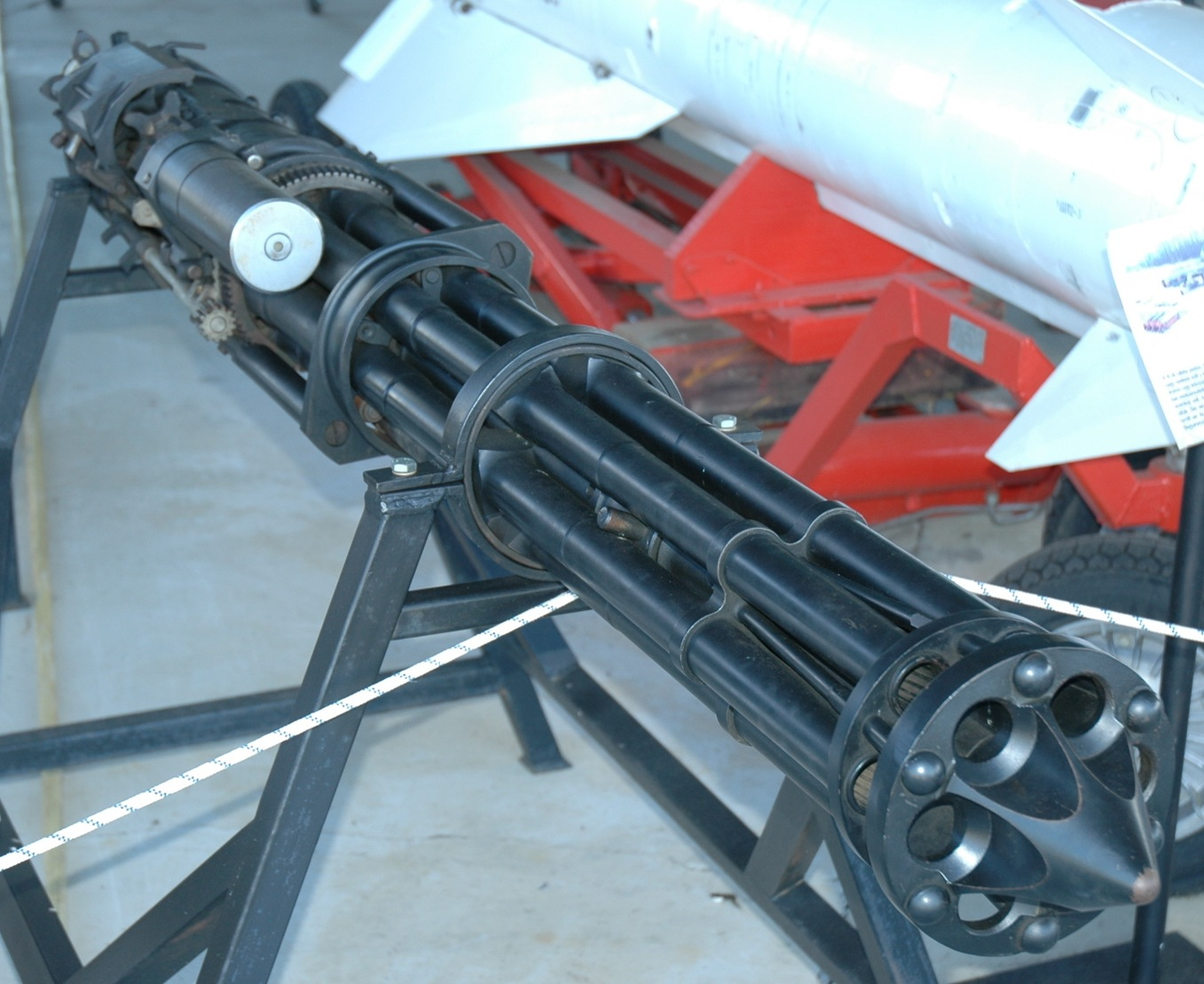
GSh-6-30

Dành cho lực lượng không quân:
- Súng máy bốn nòng 7,62 mm GShG-7,62 vũ trang cho máy bay lên thẳng
- Pháo hai nòng 23 mm GSh-23 vũ trang cho máy bay các loại và máy bay lên thẳng.
- Pháo sáu nòng 23 mm GSh-6-23 dành cho các máy bay MiG-31 và Su-24;
- Pháo một nòng 30 mm GSh-301 dành cho các máy bay MiG-29 và Su-27;
- Pháo hai nòng 30 mm GSh-30 dành cho máy bay Su-25;
- Pháo hai nòng 30 mm GSh-30K dành cho máy bay lên thẳng Mi-24P;
- Pháo sáu nòng 30 mm GSh-6-30 dành cho máy bay MiG-27;

Dành cho hạm đội hải quân:
- Súng tiểu liên cao xạ sáu nòng 30 mm GSh-6-30K dành cho tổ hợp tàu thủy AK-630;
- Súng tiểu liên cao xạ sáu nòng 30 mm GSh630L dành cho tổ hợp tàu thủy AK-306;
- Súng tiểu liên cao xạ sáu nòng 30 mm 6K30GSh dành cho tổ hợp pháo-tên lửa tầm xa tàu thủy «Kashtan».

Dành cho lục quân:
- Các pháo một nòng 30 mm 2А42 và 2А72 để vũ trang cho các xe chiến đấu bộ binh (BMP-2, BMP-3); xe chiến đổ bộ (BMD-2 và BMD-3), xe vận tải bọc thép BTR-80 và máy bay lên thẳng Ka-50;
- Súng tiểu liên cao xạ hai nòng 30 mm 2А38 dành cho tổ hợp pháo - tên lửa cao xạ «Tunguska»;

Những yêu cầu nghiêm ngặt về vũ trang hàng không mà các nhà chế tạo máy bay chiến đấu đưa ra đã được thỏa mãn nhờ những giải pháp kĩ thuật độc đáo và mới mẻ của V. P. Gryazev. Ví dụ như, pháo 30 mm GSh-301, được tạo ra dành cho các máy bay tiêm kích (kẻ hủy diệt) MiG-29 và Su-27, kết hợp trong đó tốc độ bắn cao và các kích thước nhỏ, là pháo nhẹ nhất trong thể loại của nó.
Vào năm 1984, vì những đóng góp xuất sắc trong lĩnh vực chế tạo các dạng vũ khí mới và củng cố khả năng phòng thủ của đất nước, Chủ tịch đoàn Xô-viết Tối cao Liên Xô đã có sắc lệnh trao tặng danh hiệu Anh hùng Lao động Xã hội chủ nghĩa cho Vasiliy Petrovich Gryazev.
Tiếp sau đó, dưới sự lãnh đạo của Gryazev, các phương tiện chức năng đặc biệt dành cho quân đội, MVD, các cơ quan sức mạnh khác, và các phân đội chống khủng bố, đã được triển khai, đó là: súng lục liên thanh PP-9-M, PP-93, PP-90M1,PP-2000, APB; súng tiểu liên kích thước nhỏ 9A-91; súng trường bắn tỉa (súng ngắm) VSK-94, OSV-96 và V-94; súng phóng lựu đạn (bazoka) tự động AGS-30 và LPO-97; súng phóng lựu đạn cầm tay chống bộ binh 6G-30; các loại súng lục P-96S, GSh-18, P-96M. Giữ chức thiết kế viên chính, V. P. Gryazev đã nghiên cứu, chuyển giao vũ trang và cho sản xuất hàng loạt các dạng vũ khí và đạn dược.
Gryazev là nhà khoa học, tác giả của nhiều công trình trong lĩnh vực thiết kế và nghiên cứu vũ khí súng và pháo tự động, nâng cao hiệu quả vũ trang, tính năng động, độ bền, sinh lực, và độ tin cậy của vũ khí tự động. Ông là tác giả của 248 sáng chế phát minh và 76 công bố khoa học. Trong nhiều năm ông đã phối hợp công tác thiết kế khoa học với công việc lãnh đạo bộ môn (kafedra) «Tính toán và thiết kế máy tự động» («Расчёт и проектирование автоматических машин») ở trường Đại học Tổng hợp Quốc gia Tula, là giáo sư của kafedra này và là Tiến sĩ danh dự của trường Đại học Tổng hợp Quốc gia Tula.
Vasiliy Petrovich Gryazev qua đời ở Tula vào ngày 1 tháng 10 năm 2008, hưởng thọ 80 tuổi. Ông được an táng ở nghĩa trang thành phố bên cạnh vợ.

## Các giải thưởng và danh hiệu
- Anh hùng Lao động Xã hội chủ nghĩa.
- Huân chương "Vì công lao với Tổ quốc" hạng 2.[6]
- Huân chương "Vì công lao với Tổ quốc" hạng 3.
- Hai Huân chương Lenin.
- Huân chương Cách mạng tháng Mười.[7]
- Người được giải thưởng Giải thưởng Quốc gia Liên Xô (1968, 1976).
- Người được giải thưởng Giải thưởng Quốc gia Nga (1998, 1999).[cần dẫn nguồn]
- Người được các giải thưởng mang tên Sergey Ivanovich Mosin (1966, 1975, 1981, 1986).
- Người được giải thưởng của Chính phủ Liên bang Nga trong lĩnh vực giáo dục (2007).[8]
- Công dân danh dự của thành phố Tula và của tỉnh Tula (2003).

## Gia đình riêng
Ông có con trai là giáo sư, tiến sĩ khoa học kĩ thuật Mikhail Vasil'yevich Gryazev (sinh ngày 7 tháng 9 năm 1961), hiện nay đang là giám đốc - hiệu trưởng trường Đại học Tổng hợp Quốc gia Tula, thành viên hội đồng Duma tỉnh Tula.

## Liên kết
- «Три кита» конструктора Грязева[liên kết hỏng]
- Биография на сайте «Тульского КБП»[liên kết hỏng]
- Люди, Конструкторы оружия, ГРЯЗЕВ Василий Петрович
- Грязев Василий Петрович, Россия